# Mecanismo de fusão
Um mecanismo de fusão é qualquer mecanismo pelo qual ocorre a fusão celular ou a fusão vírus-célula, bem como o maquinário que facilita esses processos. A fusão celular é a formação de uma célula híbrida a partir de duas células separadas. Existem três ações principais realizadas tanto na fusão vírus-célula quanto na fusão célula-célula: a desidratação dos grupos de cabeça polar, a promoção de um pedúnculo de hemifusão e a abertura e expansão dos poros entre as células em fusão. Fusões vírus-células ocorrem durante infecções de vários vírus que são preocupações de saúde relevantes hoje em dia. Alguns deles incluem o HIV, o Ébola e a gripe. Por exemplo, o HIV infecta por meio da fusão com as membranas das células do sistema imunológico. Para que o HIV se funda com uma célula, ele deve ser capaz de se ligar aos receptores CD4, CCR5 e CXCR4. A fusão celular também ocorre em uma infinidade de células de mamíferos, incluindo gametas e mioblastos.

## Mecanismos virais

### Fusogênios
Proteínas conhecidas como fusogênios facilitam a superação das barreiras à fusão entre membranas virais ou celulares. Os fusogênios envolvidos nos mecanismos de fusão entre vírus e células foram as primeiras dessas proteínas a serem descobertas. As proteínas de fusão viral são essenciais para que ocorra a união das membranas. Existem indícios de que espécies ancestrais de mamíferos podem ter integrado essas mesmas proteínas às suas próprias células após infecções. Por isso, mecanismos semelhantes e estruturas similares são empregados nos processos de fusão entre células.
Em resposta a certos estímulos, como pH baixo ou ligação a receptores celulares, esses fusogênios mudarão de conformação. A mudança de conformação permite a exposição de regiões hidrofóbicas dos fusogênios que normalmente ficariam escondidas internamente devido a interações energeticamente desfavoráveis com o citosol ou fluido extracelular. Essas regiões hidrofóbicas são conhecidas como peptídeos de fusão ou alças de fusão e são responsáveis por causar instabilidade localizada da membrana e fusão. Os cientistas descobriram que as quatro classes de fusogênios a seguir estão envolvidas nas fusões vírus-célula ou célula-célula.

#### Fusogênios de classe I
Esses fusogênios são triméricos, o que significa que são feitos de três subunidades. Seus laços de fusão ficam escondidos internamente nas junções dos monômeros antes que a fusão ocorra. Uma vez que a fusão é concluída, eles se redobram em uma estrutura trimérica diferente daquela que tinham antes da fusão. Esses fusogênios são caracterizados por um grupo de seis α-hélices em sua estrutura pós-fusão. Esta classe de fusogênios contém algumas das proteínas utilizadas pelos vírus influenza, HIV, coronavírus e Ebola durante a infecção. Esta classe de fusogênios também inclui sincitinas, que são utilizadas em fusões de células de mamíferos.

#### Fusogênios de classe II
Os fusogênios de classe II contêm múltiplas folhas β-pregueadas. Essas proteínas também são triméricas e participam da inserção de alças de fusão na membrana alvo. Suas mudanças de conformação podem ser desencadeadas pela exposição a ambientes ácidos. Os fusogênios de Classe II têm uma estrutura distinta dos fusogênios de Classe I, mas reduzem de forma semelhante a barreira de energia para a fusão da membrana. Os fusogênios de classe I estão envolvidos em flavivírus (encefalite transmitida por carrapatos); alfavírus (vírus da floresta Semliki, vírus Sindbis, chikungunya e rubéola); e flebovírus (vírus da febre do Vale do Rift e vírus Uukuniemi).

#### Fusogênios de classe III
Os fusogênios de classe III estão envolvidos em fusões vírus-células. Assim como os fusogênios das duas classes anteriores, essas proteínas são triméricas. Entretanto, eles contêm tanto α-hélices quanto folhas β-plissadas. Durante a fusão celular, os monômeros dessas proteínas se dissociam, mas retornam a uma estrutura trimérica diferente após a fusão ser concluída. Eles também estão envolvidos na inserção de laços de fusão na membrana.

#### Fusogênios de classe IV
Esses fusogênios célula-célula reovirais contêm laços de fusão que podem induzir a fusão celular. Eles formam estruturas poliméricas para induzir a fusão de membranas. Os reovírus não possuem membranas próprias, portanto os fusogênios de classe IV geralmente não estão envolvidos na fusão tradicional vírus-célula. No entanto, quando são expressos na superfície das células, podem induzir a fusão célula-célula.

### Mecanismo de classe I–III
Os fusogênios das classes I–III apresentam muitas diferenças estruturais. Entretanto, o método que eles utilizam para induzir a fusão da membrana é mecanicamente semelhante. Quando ativados, todos esses fusogênios formam estruturas triméricas alongadas e enterram seus peptídeos de fusão na membrana da célula-alvo. Eles são fixados na membrana viral por regiões transmembranares hidrofóbicas. Esses fusogênios então se dobrarão sobre si mesmos formando uma estrutura que lembra um grampo de cabelo. Essa ação de dobramento faz com que a região transmembrana e o laço de fusão fiquem adjacentes um ao outro. Consequentemente, a membrana viral e a membrana da célula alvo também são puxadas para perto uma da outra. À medida que as membranas se aproximam, elas são desidratadas, o que permite que as membranas sejam colocadas em contato. Interações entre resíduos de aminoácidos hidrofóbicos e as membranas adjacentes causam desestabilização das membranas. Isso permite que os fosfolipídios na camada externa de cada membrana interajam entre si. Os folhetos externos das duas membranas formam um pedúnculo de hemifusão para minimizar interações energeticamente desfavoráveis entre caudas fosfolipídicas hidrofóbicas e o ambiente. Esse pedúnculo se expande, permitindo que os folhetos internos de cada membrana interajam. Esses folhetos internos então se fundem, formando um poro de fusão. Nesse ponto, os componentes citoplasmáticos da célula e do vírus começam a se misturar. À medida que o poro de fusão se expande, a fusão vírus-célula é concluída.

## Mecanismos de fusão de células de mamíferos
Embora haja muita variação nas diferentes fusões entre células de mamíferos, há cinco estágios que ocorrem na maioria desses eventos de fusão: "programação do estado de fusão competente, quimiotaxia, adesão à membrana, fusão da membrana e redefinição pós-fusão".

### Status de competência em fusão de programação
Este primeiro passo, também conhecido como preparação, abrange os eventos necessários que devem ocorrer para que as células ganhem a capacidade de se fundir. Para que uma célula se torne competente para fusão, ela deve manipular a composição de sua membrana para facilitar a fusão. Ele também deve construir proteínas necessárias para mediar a fusão. Por fim, deve eliminar os obstáculos à fusão. Por exemplo, uma célula pode libertar-se da matriz extracelular para permitir maior motilidade celular e facilitar a fusão.

#### Monócitos, macrófagos e osteoclastos
Monócitos e macrófagos podem se tornar competentes para fusão em resposta a citocinas, que são moléculas de sinalização de proteínas. Algumas interleucinas estimulam monócitos e macrófagos a se fundirem para formar células gigantes de corpo estranho como parte da resposta imunológica do corpo. Por exemplo, a interleucina-4 pode promover a ativação do fator de transcrição STAT6 por fosforilação. Isso pode então desencadear a expressão da metaloproteinase de matriz 9 (MMP9). MMP9 pode degradar proteínas na matriz extracelular, o que auxilia na preparação dos macrófagos para a fusão.
Osteoclastos são células multinucleadas que reabsorvem osso. Elas são formadas pela fusão de monócitos diferenciados, muito parecidas com células gigantes de corpo estranho. Entretanto, as moléculas que induzem a competência de fusão em macrófagos destinados a se tornarem osteoclastos são diferentes daquelas que promovem a formação de células gigantes de corpo estranho. Por exemplo, o fator de transcrição NFATC1 regula genes que são específicos para a diferenciação dos osteoclastos.

#### Células haploides
A formação do zigoto é uma etapa crucial na reprodução sexual e depende da fusão de espermatozoides e óvulos. Consequentemente, essas células devem ser preparadas para ganhar competência de fusão. A fosfatidilserina é um fosfolipídio que geralmente reside na camada interna da membrana celular. Após os espermatozoides serem preparados, a fosfatidilserina pode ser encontrada na camada externa da membrana. Acredita-se que isso ajuda a estabilizar a membrana na cabeça do espermatozoide e que pode desempenhar um papel em permitir que o espermatozoide entre na zona pelúcida que cobre os óvulos. Esta localização incomum da fosfatidilserina é um exemplo de reestruturação da membrana durante a preparação para a fusão celular.

### Quimiotaxia
Quimiotaxia é o processo de recrutamento em resposta à presença de certas moléculas sinalizadoras. Células destinadas a se fundir são atraídas umas pelas outras via quimiotaxia. Por exemplo, os espermatozoides são atraídos para o óvulo através da sinalização da progesterona. Da mesma forma, no tecido muscular, os mioblastos podem ser recrutados para fusão pela IL-4.

### Adesão da membrana
Antes que as células possam se fundir, elas precisam estar em contato umas com as outras. Isso pode ser realizado por meio do reconhecimento e da fixação das células pela maquinaria celular. A sincitina-1 é um fusogênio de classe I envolvido na fusão de células para formar osteoclastos em humanos. Durante as primeiras ações dos fusogênios de Classe I na fusão celular, eles inserem seus laços de fusão em uma membrana alvo. Consequentemente, a ação da sincitina-1 é um exemplo de adesão à membrana, pois liga as duas células para prepará-las para a fusão. Esta etapa também envolve a desidratação das membranas no local da fusão. Isto é necessário para superar os requisitos de energia necessários para a fusão e para garantir que as membranas estejam muito próximas para que a fusão ocorra.

### Fusão de membrana
A fusão da membrana é caracterizada pela formação de um poro de fusão, que permite que o conteúdo interno de ambas as células se misture. Ela é realizada primeiramente pela mistura de lipídios das camadas externas das membranas de fusão, o que forma um pedúnculo de hemifusão. Então, os folhetos internos podem interagir e se fundir, criando uma lacuna aberta onde as membranas se fundiram. Essa lacuna é o poro de fusão. Este processo é mediado por fusogênios. Os fusogênios são altamente conservados em mamíferos e teoriza-se que os mamíferos os adotaram após a infecção por retrovírus. Por serem altamente conservados, eles desempenham sua tarefa por meio de um mecanismo semelhante ao usado pelos fusogênios virais, conforme descrito anteriormente. É teorizado que a polimerização da actina e outras ações do citoesqueleto podem auxiliar no alargamento do poro de fusão para completar a fusão.

### Redefinição pós-fusão
Após a conclusão da fusão, a maquinaria usada para fundir deve ser desmontada ou alterada para evitar a fusão da nova célula multinucleada com mais células. Um exemplo disso é a estrutura trimérica final assumida pelos fusogênios de Classe I, II e III. Cada um deles assume uma estrutura que é marcadamente diferente da sua forma antes da fusão ocorrer. Isso provavelmente altera sua atividade, impedindo-os de iniciar outra fusão.

## Fusão como alvo terapêutico
As glicoproteínas de alguns vírus, como os mammarenavírus, podem perder sua capacidade de fusão na presença de inibidores de NMT, o que pode ser usado como uma abordagem antiviral terapêutica contra vírus hemorrágicos como lassa e junin no público em geral, além do LCMV, um vírus fatal em pacientes imunocomprometidos.